# Sibine horrida
Sibine horrida är en fjärilsart som beskrevs av Dyar 1906. Sibine horrida ingår i släktet Sibine och familjen snigelspinnare. Inga underarter finns listade i Catalogue of Life.